# Chiko
Chiko ist ein Gangsterfilm-Drama aus dem Jahr 2008.

## Handlung
Der Film handelt von Drogenkriminalität in Hamburg. Im Mittelpunkt der Handlung stehen Issa, genannt Chiko, der Sohn einer türkischen Einwandererfamilie, und dessen bester Freund Tibet. Sie träumen davon, eine große Karriere im Drogenmilieu zu machen und so Ehre und Reichtum zu erlangen. Brownie, ein Musikproduzent, der nebenbei Drogenhandel und Prostitution betreibt, ist selbst schon eine große Nummer auf dem Kiez und führt den Titelhelden, der sich bei ihm Respekt verschafft hat, in die Drogenszene ein. Zunächst sollen Chiko und Tibet für ihn einige Kilogramm Marihuana verkaufen. Tibet zweigt sich jedoch heimlich von jeder verkauften Tüte eine kleine Menge ab und verkauft das „Gras“ dann auf eigene Rechnung. Brownie erfährt davon und schlägt ihm zur Strafe mit einem Hammer einen Nagel in den Fuß. Chiko hat nun vor, seinen Freund Tibet zu rächen und Brownie zu erschießen. Als sich die Gelegenheit dafür bietet, zielt er auf den nichtsahnenden Brownie, kann jedoch nicht abdrücken und versteckt die Waffe wieder, bevor Brownie es bemerkt. Stattdessen nimmt er ein Angebot von Brownie an, in den weitaus einträglicheren Handel mit Kokain einzusteigen. Tibet dagegen will Rache. Er belügt den gemeinsamen Freund Curly, damit der ihn zu Brownie fährt. Tibet will Brownie erschießen; sie folgen ihm, doch als am Ziel auch Chiko auftaucht, der die beiden sieht, fahren sie davon. Anschließend kommt es zu einem Streit zwischen Chiko und Tibet, wobei Tibet ihn mit der Waffe bedroht und dabei versehentlich Curly verletzt.
Für Chiko beginnt ein rasanter Aufstieg: er leistet sich eine große Wohnung, ein teures Auto und wird Besitzer eines Restaurants mit seinem Namen. Auf Chikos Bitte hin entlässt Brownie sogar die Prostituierte Meryem aus seinen Diensten. Meryem, in die Chiko sich verliebt hat, zieht mit ihm in die Wohnung ein.
Tibet hingegen, mit dem Chiko inzwischen keinen Kontakt mehr hat, lebt immer noch bei seiner nierenkranken Mutter, die von regelmäßiger Dialyse abhängig ist, und versinkt immer mehr im Drogensumpf. Weiterhin sinnt er auf Rache für das, was Brownie ihm angetan hat. Er lauert Brownie vor dessen Tonstudio auf und feuert mehrere Schüsse auf ihn ab, trifft ihn jedoch nicht. Daraufhin verlangt Brownie, der mit dem Schrecken davongekommen ist, von Chiko, Tibet zu töten. Chiko lässt sich zum Schein darauf ein, aber versteckt Tibet stattdessen mit Hilfe eines Imams in einer Moschee. Brownie, der erfahren hat, dass Tibet noch lebt, schickt seine Schläger zu Tibets Mutter, um von ihr zu erfahren, wo er sich aufhält. Da sie von ihr nichts erfahren, prügeln sie die Frau, die auch für Chiko wie eine Mutter war, zu Tode. Nachdem er Tibet die Nachricht vom Tod seiner Mutter mitgeteilt hat, fährt Chiko zu Brownie und erschießt ihn in Gegenwart von dessen Frau und Kind. Zunächst will Chiko alleine flüchten, entschließt sich dann aber, zu Tibet zu fahren, um ihn mitzunehmen. Bevor Chiko aber seinem Freund, der vor Trauer und Schmerz dem Wahnsinn nahe ist, die Nachricht von der vollzogenen Rache mitteilen kann, ersticht ihn Tibet, während Chiko ihn umarmt.

## Hintergrund
- Chiko ist das Spielfilmdebüt von Regisseur Özgür Yıldırım, der zuvor bei drei Kurzfilmen Regie führte. Für Nebendarstellerin Reyhan Şahin ist es die erste Rolle in einem Spielfilm.
- Die Dreharbeiten begannen am 27. Februar 2007 und endeten am 16. April 2007. Gedreht wurde in Hamburg und in Hannover.
- Die Produktionskosten wurden auf 1,5 Millionen Euro geschätzt. Der Film wurde von der Hamburger Filmproduktionsfirma Corazón International in Koproduktion mit dem NDR und in Zusammenarbeit mit der italienischen Dorje Film produziert.
- Erstaufführung des Films war am 9. Februar 2008 im Rahmen der Internationalen Filmfestspiele Berlin 2008, wo er in der Sektion Panorama gezeigt wurde. Kinostart in Deutschland war am 17. April 2008, in der Türkei am 30. Mai 2008. Erstausstrahlung im Fernsehen war am 25. Juli 2011 in der ARD.

## Kritiken
„Originell besetzte, gut gespielte Milieuskizze. Die oft ausgesprochen harten Versatzstücke aus dem Genre-Fundus der Gangstertragödie sind freilich allzu offensichtlich kompiliert; auch wirkt die einfache Moral zu ernüchternd, um dem Film eine nachhaltigere Wirkung zu verleihen.“

„Wer in diesem Film Marihuana von akzeptabler Qualität kaufen will, verlangt beim Dealer "korrektes Ot". Diese Mischung aus deutschem Slang und dem türkischen Wort für "Gras" oder "Kraut" kennzeichnet sofort eine spezifische Mischung der Kulturen, eine präzise lokalisierbare Szene mit fließenden Übergängen zwischen Kiez-Gemütlichkeit und harter Drogenkriminalität. […] Denis Moschitto hat zwar einige Muskelmasse angesetzt für diese Rolle, aber die Weichheit in seinem Gesicht, seine reflexive Intelligenz konnte er natürlich nicht wegtrainieren. Warum auch! Genau das ist doch der immerwährende "Scarface"-Traum vom Aufstieg in der Hierarchie des Verbrechens, der den ebenfalls schmächtigen Al Pacino alias Tony Montana zur Ikone der Hiphop-Generation gemacht hat: Dass es gerade nicht auf den Umfang deines Bizeps ankommt, sondern auf die Größe deiner Cojones, auf Besessenheit und persönlichen Mut. Diesen Traum einmal ganz ungebrochen gelebt zu sehen, mitten im deutschen Kino, mit der nötigen Klarheit, Härte und Geschwindigkeit, ist auf jeden Fall ein erstaunlicher Effekt.“

„Was hier gezeigt wird, ist kein detailgetreues Abziehbild deutscher Wirklichkeit. Yıldırım flicht zwar schöne Beobachtungen aus dem deutschtürkischen Alltag ein, aber ebenso stark hat „Chiko“ das raue amerikanische Genrekino in sich aufgesogen – mitsamt der Gewalt als ästhetischem Mittel. Yıldırım nimmt Anleihen bei Coppolas „Paten“ und Scorseses „Mean Streets“. Ein anderes Vorbild ist „Kurz und schmerzlos“ von Fatih Akın, der selbst ein großer Scorsese-Bewunderer ist und „Chiko“ mitproduziert hat. Wie so oft beim Genrekino dürften die Wirklichkeitsverweise daher eher in den verdrängten, unbewussten Ängsten und Sehnsüchten des Films zu suchen sein. Und der Gangsterfilm – schon immer ein Gesellschaftsgenre par excellence – legt die Symptome mit besonderer Deutlichkeit frei. Einerseits verkörpert der Gangster nämlich den Paria am Rande der Gesellschaft, weshalb sich die Protagonisten des Gangsterfilms meist aus Italo-Amerikaner, Juden oder Schwarzen rekrutierten. Andererseits untermauert gerade sein radikaler Drang zum Erfolg die Ideale, um die der Gangster von der Gesellschaft gebracht wird. Man sollte also aufhorchen, wenn ein deutschtürkischer Regisseur rüde Lederjacken- und Dreitagebart-Kerle wie Chiko in den Mittelpunkt rückt und deren Kampf um Anerkennung und Statussymbole ohne Rücksicht auf Verluste zeigt. Auch wenn das Hinschauen manchmal weh tun mag.“

„Yıldırım beginnt seine Gangsterballade als schwungvolles Genrestück mit derben Sprüchen und vielen Gags, bevor er seinen Film in eine Spirale der Gewalt hineindreht, an deren Ende viel Blut fließt. Beeindruckend ist die Schnörkellosigkeit, mit der der junge Filmemacher erzählt, wie authentisch seine Figuren sind und wie wunderbar immun er gegen die bei deutschen Regisseuren grassierenden Hang zur Sozialpädagogik ist. […] In die aktuelle Debatte über Jugendgewalt lässt sich „Chiko“ nicht so ohne weiteres einordnen, dafür folgt er zu sehr den Genregesetzen und dreht sich um die üblichen Fragen nach Ehre und Gewissen.“

„Das Leben als Drogen-Dealer ist kompliziert, nur die Gewalt ist eindeutig: immer zu viel des Guten. Özgür Yıldırım Filmdebüt funkelt vor Intelligenz und gezogenen Messern. Eine authentische Brutalität beherrscht die Verhältnisse, die nicht so (eindeutig) sind. Moritz Bleibtreu spielt mit perfider Jovialität Obermacker Brownie, der Folterer, Musikproduzent und liebevoller Familienvater ist. Volkan Özcan zieht sich als Tibet auf eine aggressive Infantilität zurück, die den Zusammenhalt der Familie einklagt, während sie den Tod seiner Mutter verschuldet. Reyhan Sahin, bekannt als „Lady Bitch Ray“, gibt in ihrer Rolle als Prostituierte Meryem zu bedenken, dass Geld und Hass allein auch nicht glücklich machen.“

## Auszeichnungen
- Bei der Verleihung des Deutschen Filmpreises 2009 gewann Özgur Yıldırım einen Preis in der Kategorie Bestes Drehbuch, sowie Sebastian Thümler in der Kategorie Bester Schnitt. Darüber hinaus war Denis Moschitto in der Kategorie Beste darstellerische Leistung – männliche Hauptrolle nominiert, sowie der Film als Bester Spielfilm.
- Kameramann Matthias Bolliger wurde für den Deutschen Kamerapreis 2008 in der Kategorie Kinospielfilm nominiert.
- Bei den Nordischen Filmtagen Lübeck 2008 gewann Özgür Yıldırım einen Preis in der Kategorie Bestes Drehbuch.
- Auf dem 13. Filmfestival Türkei/Deutschland 2008 gewann Denis Moschitto einen Preis als Bester Hauptdarsteller, sowie Volkan Özcan den „Spezialpreis der Jury“ als Bester Newcomer.
- Auf dem 2. Hachenburger Filmfest 2008 gewann der Film den Jungen Löwen.
- Die Filmbewertungsstelle Wiesbaden verlieh dem Film das Prädikat wertvoll.